# جيمس روب
جيمس روب هو تاجر وسياسي كندي، ولد في 10 أغسطس 1859 في هنتنغدون في كندا، وتوفي في 11 نوفمبر 1929 في تورونتو في كندا. حزبياً، نشط في الحزب الليبرالي الكندي. وقد انتخب عمدة وانتخب عضو مجلس العموم الكندي.